# Тодзава (род)

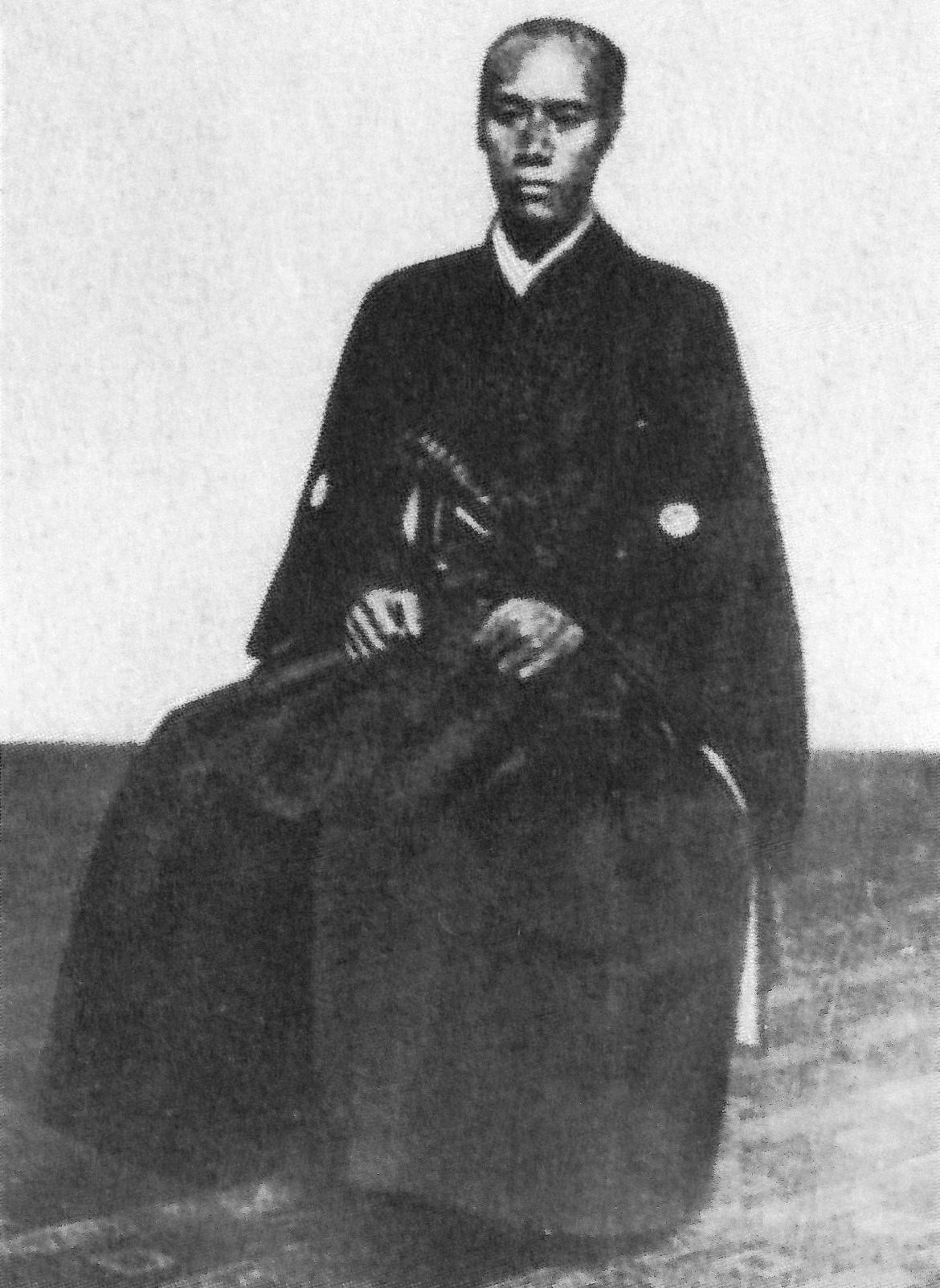
Тодзава Масадзанэ (1833—1896), 11-й и последний дайме Синдзё-хана (1843—1869)

Тодзава (戸沢氏, Тодзава-си) — японский самурайский род из провинций Муцу и Дэва, которые правили в качестве дайме княжества Синдзё в период сегуната Токугава эпохи Эдо . Резиденция клана Тодзава в Эдо располагалась недалеко от храма Дзодзе-дзи.

## История
Клан Тодзава утверждал, что происходит от Тайра-но Тадамаса (? — 1156), из рода Камму Хэйкэ, у которого были поместья возле горы Мива в провинции Ямато. Он выступил против Кисо Есинаки и бежал в его сёэн на территории, которая сейчас является частью Сидзукуиси, Иватэ. Позже он присягнул на верность Минамото-но Ёритомо и участвовал в битве при Ясиме и кампании против северных Фудзивара, за что был награжден поместьем в провинции Муцу, от которого он принял фамилию «Тодзава». Клан был вынужден перебраться через горы Оу в провинцию Дэва из-за нападений клана Намбу и занимал поместья на территории современного Сембоку, Акита с XIII века. Тем не менее, существует мало исторических документов, подтверждающих эти утверждения о происхождении Тайра, и, по всей вероятности, клан происходил от местного клана годзоку, возможно, Эмиши, состоявшего на службе у северного Фудзивара, который принял историю о происхождении Тайра ради престижа.
Тодзава поддерживали Южный двор в период Нанбокутё и сохраняли контроль над своими поместьями вокруг того, что сейчас является Какунодатэ, Акита, в период Муромати и в период Сэнгоку. столкнувшись с могущественными и агрессивными соседями, клан Тодзава быстро пообещал поддержку Тоетоми Хидэеси и получил подтверждение в своих владениях в 45 000 коку. После смерти Тоётомии Хидэёси Тодзава Масамори женился на дочери Тории Тадамасы и быстро попытался наладить тесные отношения с Токугавой Иэясу. Во время битвы при Сэкигахаре он был назначен в клан Могами атаковать силы клана Уэсуги; однако, понимая, что уничтожение Уэсуги откроет дверь для вторжения на его земли его наследственных врагов, клана Акита, его действия были лишь вялыми. После битвы Иэясу наказал его, захватив его владения и переведя его в провинцию Хитати на часть земель, которые недавно были захвачены у клана Сатакэ. Тем не менее, ему было разрешено сохранить статус дайме домена Мацуока, а его кокудака была установлена в размере 40 000 коку. Во время зимней кампании осады Осаки в 1614 году ему было поручено охранять замок Одавара, а во время Летней кампании ему было приказано охранять замок Эдо. Благодаря усилиям его тестя клан был причислен к дайме фудай вместо дайме тодзама. В 1622 году клан Могами был уничтожен сегунатом, и клану Тодзава было разрешено переселиться на часть бывших земель Могами, недалеко от их исконной родины в провинции Дэва. Это положило начало княжеству Синдзе, владением в 60 000 коку, которым они управляли до Реставрации Мэйдзи.
Во время войны Босин домен Синдзе первоначально поддерживал Союз Саттё, но позже стал членом Северного союза. Однако, после того, как Кубота-хан перешел на сторону правительства Мэйдзи, вскоре за ним последовало княжество Синдзе. Соседнее княжество Сёнай, возмущенные предательством, послали свою армию, которая разрушила замок Синдзё и большую часть окружающего города-замка. Позже, незадолго до отмены системы хан, 11-й дайме Тодзава Масадзанэ получил увеличение доходов до 83 000 коку. при правительстве Мэйдзи он стал виконтом (сисяку) в пэрстве кадзоку. Его сын, виконт Тодзава Масаото (1888—1960), служил в Палате пэров, а после Второй мировой войны был мэром города Синдзё.